# Ulrich Wille
Pour le commandant de corps de l'armée suisse lors de la Seconde Guerre mondiale, voir Ulrich Wille (fils).
Conrad Ulrich Sigmund Wille, né le 5 avril 1848 à Hambourg et mort le 31 janvier 1925 à Meilen (ZH) (Suisse), fut le général de l'armée suisse pendant la Première Guerre mondiale. Inspiré par les techniques prussiennes qu'il avait pu observer lors de ses études à Berlin, il essaya d'insuffler à l'armée suisse un esprit basé sur l'instruction, la discipline et la maîtrise technique.
Il fut marié avec Clara Gräfin von Bismarck, la fille de Friedrich Wilhelm von Bismarck. Son fils, Ulrich Wille (1877-1959) fut commandant de corps de l'armée suisse au début de la Seconde Guerre mondiale. Il est le grand-père maternel de l'écrivaine et aventurière Annemarie Schwarzenbach (1908-1942).

## Formation
Ulrich Wille étudie à l'école primaire à Meilen, mais pas à l'école cantonale à Zurich. Il se prépare à l'université en suivant des cours privés et dans un institut à Stäfa. Il suit des études de droit à l'université de Zurich (où il est condamné au consilium abeundi en 1865 pour avoir participé à un duel), Halle et Heidelberg, où il obtient son doctorat en 1869. À Zurich, il rejoint le Corps Tigurinia (de) en 1865 et à Halle, le Corps Borussia en 1866.

## Nomination en tant que général
À l'aube de la Première Guerre mondiale, la Suisse confirma sa volonté de rester neutre et d'éviter les conflits qui allaient embraser l'Europe, mais la Suisse était divisée entre les Alémaniques, favorables aux Allemands, et les Romands dont l'opinion se tournait plutôt vers la Triple-Entente. En tant qu'Alémanique et proche du Kaiser, Wille profita du courant favorable au Reich et des divisions au sein du Conseil fédéral qui ne comptait qu'un Romand. Le 1er août 1914, la mobilisation générale est décrétée. Wille, alors colonel, fut nommé par l'Assemblée fédérale général de l'Armée suisse le 3 août 1914 avec 122 voix contre 63 voix pour l'autre candidat, Theophil Sprecher von Bernegg (de). Ce dernier, futur chef de l'état-major général, se révéla un partenaire fiable pour Wille.
Les opposants du général le qualifièrent de « militariste » alors que ses partisans voyaient en lui un chef apte à gérer une armée en mobilisation grâce à ses talents de pédagogue. Wille décida de concentrer les forces (238 000 hommes et 50 000 chevaux) près des frontières, en particulier en Ajoie et en Engadine.

## Affaires politiques et militaires

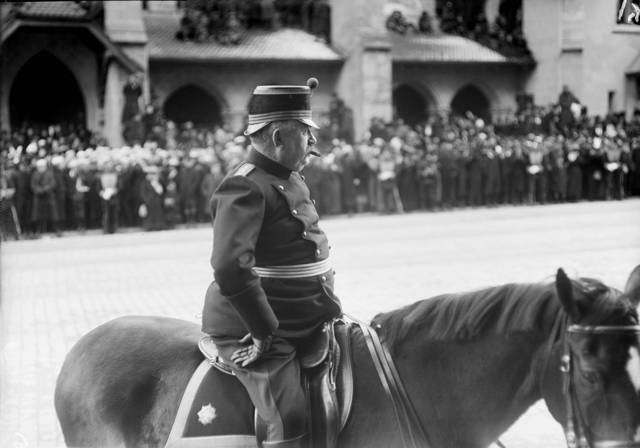
Le général Ulrich Wille en exercice.

Le mandat de Wille fut parsemé par des affaires politiques et militaires. Wille provoqua un scandale en Suisse romande en proposant au Conseil fédéral le 20 juillet 1915 d'entrer en guerre et de s'allier avec les empires centraux,.
Par la suite, l'affaire des colonels en 1916 eut également un grand retentissement. Deux colonels suisses avaient remis à des diplomates allemands et austro-hongrois des exemplaires de la « Gazette de l'état-major », un journal confidentiel et des messages russes déchiffrés par les cryptanalystes suisses. L'affaire risquait de mettre en péril la neutralité helvétique puisqu'elle mettait au jour des relations ambiguës avec l'un des belligérants. Sommé par le Conseil fédéral de prendre des mesures, Wille décida de condamner les deux colonels à 20 jours d'arrêt ; une peine insatisfaisante pour les pro-alliés.
Le contexte tendu entre la Suisse romande et la Suisse allemande s'amplifia. Les journaux alémaniques saluèrent les actions allemandes en Belgique, alors que les Romands mirent en avant la résistance des troupes alliées. 
La situation économique se dégrada et des grèves éclatèrent avec l'apogée de la grève générale du 12 au 14 novembre 1918. Dans une note du 10 novembre 1918, Wille fit part de ses inquiétudes quant à la montée du bolchevisme et des troubles internes à venir dans le pays : 
« Il y a deux ans, j'ai été amené à plusieurs reprises à faire part au Conseil fédéral de ma conviction que les congrès de Zimmerwald et de Kiental avaient décidé de commencer par la Suisse le processus de renversement de l'ordre établi en Europe. Le triomphe des bolcheviks en Russie a favorisé ce projet. Chacun sait que de nombreux messagers de bolcheviks russes, disposant de sommes d'argent importantes, se trouvent en Suisse dans le but d'exploiter la situation et d'accélérer l'exécution de ce plan. »
Mais il ajouta qu'il fallait éviter l'escalade et la violence : 
« Nous ne devons pas rechercher l'affrontement, ni la guerre civile. Notre devoir est de les empêcher. (...) Tous les soulèvements qui se sont produits à Zurich jusqu'à ce jour ont démontré avec une évidente clarté que les autorités locales ne sont pas à même d'intervenir et d'agir sans provoquer de graves effusions de sang. Je n'en fais pas le reproche aux responsables. Leurs difficultés sont inhérentes aux institutions démocratiques. On le sait depuis longtemps et c'est la raison pour laquelle la Confédération doit intervenir à temps. »
Wille eut entre-temps à gérer la pandémie de la grippe espagnole qui touchait les troupes et les écoles de recrues. Les entrées en service furent repoussées afin d'endiguer l'épidémie.

## Bilan
À la fin de la Première Guerre mondiale, Wille quitta ses fonctions de général. Il laissa derrière lui un climat trouble avec un fort clivage entre les deux parties du pays, mais la Suisse n'était pas entrée en guerre. Le général est mort en 1925 à Meilen dans le canton de Zurich, une ville où la rue General Wille-Strasse lui rend hommage.
Les historiens sont revenus à plusieurs reprises sur ses relations avec l'Empire austro-hongrois et ses influences germanophiles. En 1987, l'historien Niklaus Meienberg publia dans la Weltwoche plusieurs lettres du général qui mirent à mal sa réputation. Sous le titre de Die Welt als Wille & Wahn (Le monde en tant que volonté et fantasme), un autre compte-rendu de Meienberg lève le voile sur l'histoire de la famille Wille, les actions du général pendant le premier conflit mondial ainsi que celles de son fils durant la Seconde Guerre mondiale.